# Syzeuctus spilostoma
Syzeuctus spilostoma är en stekelart som först beskrevs av Cameron 1905.  Syzeuctus spilostoma ingår i släktet Syzeuctus och familjen brokparasitsteklar. Inga underarter finns listade i Catalogue of Life.